# Oakley, Kansas
Oakley är en stad i Gove County, Logan County, och Thomas County i Kansas. I Logan County är Oakley administrativ huvudort. Enligt 2020 års folkräkning hade Oakley 2 046 invånare.